# 수급인
수급인(受給人)은 도급계약에서 일의 완성을 약정하는 측의 당사자이다. 수급인은 정하여진 시기·방법에 따라 일을 완성할 의무를 부담하며 물건의 제작이나 수리 등의 도급의 경우는 그 목적물을 인도할 의무를 진다. 수급인은 채무의 본지(本旨)에 따라 주문대로의 일을 완성하여야 하며, 만약 일의 결과에서 하자가 있는 때에는 담보책임 즉 하자보수 의무(瑕疵補修義務) 및 손해배상의무를 부담한다(667조). 또한 일의 완성 전에 재해 등 수급인의 책임에 의하지 않을 사유로서 이행불능이 된 경우에는 원칙적으로 그 위험은 수급인이 부담하게 된다. 물론 수급인은 도급인에 대하여 일이 완성되면 보수청구권이 있다. 하청(下請)의 경우 하수급인은 원수급인(元受給人)의 수급인이며 도급인과는 직접적인 관계가 성립되지 않는다. 그러나 원수급인은 일의 완성에 관하여는 하수급인의 행위에 관하여서도 책임을 져야만 한다. 이것은 하수급인은 일종의 이행보조자(履行補助者)이기 때문이다. 또한 재해보상의 문제가 생긴 때에는 원도급인을 사용자로 본다(근기 91조).

## 담보책임
수급인은 그 일의 결과에 하자가 있을 때에는 그 책임으로 돌릴 사유의 유무를 불문으로 책임을 부담하여야 한다. 이 수급인의 담보책임은 그 하자가 재료의 하자에 의한 것을 안 경우와(이 경우는 매도인의 담보책임의 규정이 준용되지 않는다), 공작이 불완전함으로써 일의 목적물에 하자가 생긴 경우에 인정된다(이것이 도급에 특유한 담보책임：667조-672조). 수급인이 일의 하자에 관하여 담보책임을 부담할 경우, 도급인은 하자보수의 청구와 손해배상의 청구를 자유로이 선택하여 할 수 있는 외에 보수하고도 또 손해가 있을 때에는 양자를 함께 청구할 수 있으며, 또 이 하자 때문에 계약의 목적을 달성할 수 없을 경우에는 계약을 해제할 수 있다(667조, 668조). 단 당사자가 담보책임을 부담하지 않는다거나 경감한다는 특약을 한 경우나, 하자가 도급인의 책임에 의한 경우는 수급인은 그 책임이 면제 또는 경감된다(669조, 672조). 이 담보책임은 보통은 1년으로 소멸하는데, 토지의 공작물에 관한 담보책임은 5년 또는 10년(견고한 공작물의 경우)으로 소멸한다(670조, 671조).